# Транссибирский маршрут
Транссибирский маршрут (ТСМ, транссибирские маршруты) — кратчайший авиационный путь из Западной Европы в Японию и Юго-Восточную Азию. Возник в 1970-е годы как система компенсационных платежей за пролёт над Сибирью, которые получает «Аэрофлот» (500—800 миллионов долларов ежегодно, 20 % из них уходит в бюджет в виде налогов). Экономия для использующих ТСМ авиакомпаний в среднем составляет четыре-пять часов полётного времени и около 80 000 $ на парный рейс, в то время как роялти за использование маршрута составит около 60 000 $. Россия является единственной страной в мире, в которой существует подобный компенсационный механизм.
В 2009 году генеральный директор «Аэрофлота» Виталий Савельев заявлял, что без «пролётных» денег авиакомпания была бы убыточной в 2002—2008 годах.
Представители европейских стран неоднократно предпринимали попытки отменить данные компенсационные платежи, мотивируя это тем, что «Аэрофлот» пользуется денежными привилегиями, а это недопустимо при честной конкуренции. В 2005 году ЕС выступил за отмену роялти, а в 2011 году в рамках переговоров о вступлении России в ВТО был подписан меморандум об отмене роялти с 2014 года. Однако впоследствии Россия отказалась от этого решения, так как ЕС отказался допустить российских авиаперевозчиков на внутриевропейские рейсы.